# Гадяцький вісник
«Гадяцький вісник» — гадяцька районна громадсько-політична газета, що видавалася до червня 2022 року. Виходила один раз на тиждень у середу. Наклад: 5500 примірників. Мова видання — українська.

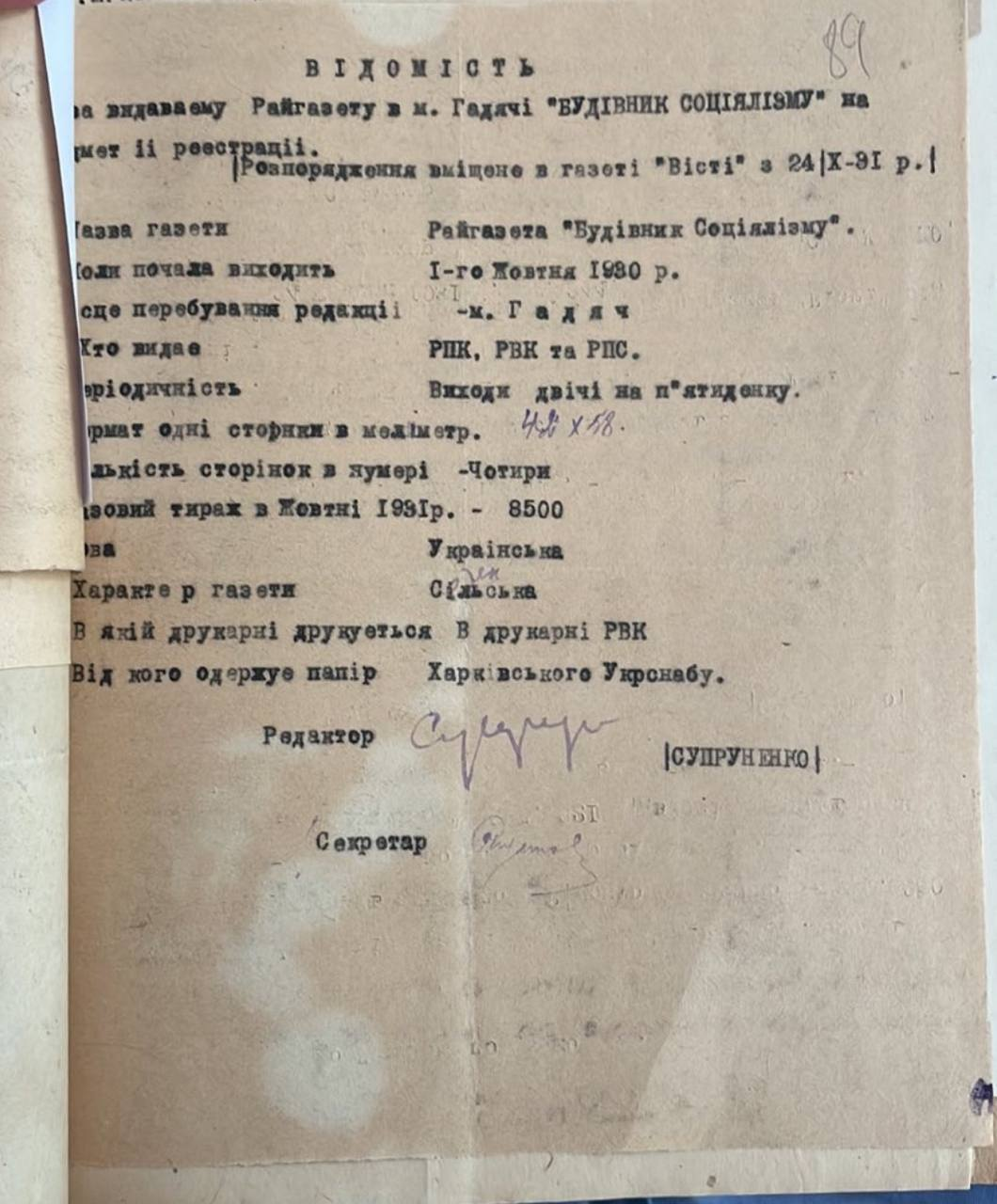
Формуляр гадяцької районної газети "Будівник соціялізму"

## Історія
Газета заснована 01 жовтня 1930 року під назвою «Будівник соціалізму». Протягом своєї історії змінювала назву на «Будівник комунізму» з 1961 року, а з жовтня 1990 року перейменована на «Гадяцький вісник».
Під час німецької окупації не виходила, останній номер "Будівника соціалізму" вийшов в вересні 1941 року, а першій після вигнання німецьких окупантів з гадяччини - у жовтні 1943 року.
З редакції районної газети працювали член-кореспондент Академії Наук України Леонід Новиченко, журналісти В. Ф. Сторожук, О. Є. Громов, заслужений журналіст України, колишній редактор газети «Зоря Полтавщини» Л. В. Думенко.

## Зміст
Наповненням газети були новини, місцева самоврядність, інтерв'ю, соціальні проблеми, економіка, сільське господарство, виховання, освіта, програма ТБ.

## Газета після 24 лютого 2022 року
Редактор газети «Гадяцький вісник» Надія Страшко після початку широкомасштабного вторгнення росії в Україну вийшла з ініціативою припинення діяльності видавця газети Товариства з обмеженою відповідальністю "Гадяцький вісник", але в вересні 2022 року це рішення було скасовано загальними зборами нових учасників товариства.
8 червня 2022 року вийшов останній номер газети під назвою «Гадяцький вісник».
Видавець газети - Товариство з обмеженою відповідальністю "Гадяцький вісник" продовжує функціонувати 